# Бекерова циста
Бекерове циста, поплитеална, потколена циста, (лат. Cystis poplitealis), је потколена избочина било које етиологије, испуњена синовијалном течношћу која изазива бол или осећај затезања са задње стране колена. Настаје као последица накупљања синовијалне течности у омотачу тетива (бурзи) мишића задње ложе коленог зглоба или услед хернијације синовије колена (у пацијената било ког узраста) најчешће код оних који болују од запаљењем изазваних артропатија (реуматоидни артритис, анкилозирајући спондилитис, псоријатични артритис), лезија унутрашњег менискуса, повреда итд.

## Етиологија
Циста (слузна врећа) је синовијална шупљина која може настати код поремећаја унутар зглоба као последица сталног трења у току поновљених кретања тетиве преко саме бурзе. Једна од цисти која је смештена у заколеној јами је Бекерова, која може бити повезана са коленим зглобом.
Услед протрузије (хернијације) задње капсула зглоба колена формира се шупљина која се „смешта“ (увлачи) између два мишића; гастрокнемијуса (његове медијални глава) и семимембраносуса. На тај начин течност која служи за подмазивање коленог зглоба при кретању може пунити ову слузну врећу, цисту или хернијацију. Тада долази до њеног отока, који не мора увек бити везан за запаљењски процес већ и за повреде зглобне хрскавице и може да ствара бол и сметње у кретању коленог зглоба.
Углавном се јавља као последица оштећења у зглобу колена, нпр код лезија медијалног менискуса, артритичних промена хрскавице код остеоартритиса, реуматоидног и псоријазног артритисом, синовитис и сличних обољења. Хроничне упале (артритиси) доводе до повећане продукције синовијалне течности, што ствара позитиван притисак на зглоб колена. Под дејством овог притиска капсула зглоба на месту најмањег отпора (локусу минорис - локусу најмањег отпора) попушта, истеже се и формира цисту.
Према узроку настанка Бекерова цисте може бити;
- идиопатске (непознатог узрока)
- секундарне које настају код руптуре менискуса, остеоартритиса, реуматоидног и псоријазног артритисом, синовитис и сличних обољења.

## Епидемиологија
У студији која је обухватила велику серију снимања колена применом МРТ (код пацијената са промена у коленом зглобу) Mollá Olmos, је са сараданицима открио;
- У серији од 382 узастопно прегледаних пацијената (са променама у колену), 145 Бекерових цисти (или у 38% случајева).
- Студија није показала статистички значајну разлику између полова.
- У овој студији компликованији облици Бекерове цисте били су учесталији код пацијената старије доби.
- Компликације Бекерове цисте су доста ретке (и у наведеној студији) јавиле су се у 6,8% случајева. Најчешћа компликација је била пуцање (руптура) цисте (у 50% компликација) које су најчешће пролазиле асимптоматски у око 80% случајева. По учесталости следи развој слободних интрацистичних телашаца (у 40% компликација), најчешће дегенеративног порекла.
- Компликације су у овој студији (статистички) најчешће биле повезане са руптуром менискуса и старошћу пацијената.

Стон са сарадницима потврдили су наводе из претходне студије и у својој студији навели да је код 84% пацијената Бекерова циста (откривена уз помоћ МРТ) повезана са руптуром менискуса и навели да је највећи број руптура откривен у задњем рогу медијалног менискуса.

## Клиничка слика
У већем броју случајева, Бекерова циста не само да не изазива никакве симптоме већ може бити и неоткривена или случајно дијагностикована у току рутинских дијагностичких процедура, током других болести или повреда (нпр мениска или реуматских и других болести коштанозглобног система).
У клиничкој слици код Бекерове цисте најчешће доминирају следећи симптоми;
- Појава отока у затколеном пределу колена, а понекад и у нози
- Појава бола у колену. Бол се може погоршати када је зглоб у потпуној флексији или у току активности.
- Укоченост зглоба колена
- Тумефакција (избочина) у затколеном пределу колена слична балону испуњеном водом (мека и еластична на додир)
- Понекад, циста може да пукне (руптурира), изазивајући бол, оток, и модрицу са задње стране колена и потколенице која може имати симптоме тромбозе дубоких вена потколенице.

Поред наведених симптома (карактеристичних за Бекерову цисту) они могу бити удружени са симптомима основне болести, повреде или поремећаја који је узроковао настанак Бекерове цисте.

## Дијагноза и диференцијална дијагноза
Радиолошка евалуација Бејкерове цисте почиње конвенционалном радиографијом за откривање промена меких ткивих маса, унутрашње калцификације, дифузне атеросклеротичне промене потколених артерија, и могуће промене на суседним костима изазване великим и/или дугогодишњим цистама.
Ултрасонографија је веома корисна радиолошка за процену стања поплитеалних маса. Ултрасонографијом се открива у поплитеалним ткивим присуство цистичних структура, комплексних цисти и/или чврстих маса.

## Терапија
Бекерова циста обично не захтева терапију, осим ако су симптоми у зглаобу колена изражени и преве сметње болеснику. Заправо, веома ретко симптоми и тегобе потичу од цисте. У већини случајева, постоји још један поремећај у коленом зглобу који може да прати Бекерову цисту,(артритис, промене на менискусима, итд) и који је у суштини узрок тегоба.
Иницијално лечење Бекерове цисте треба да буде усмерено ка смањењу функционалном смањењу повећане продукције зглобне течности, што се спроводи кроз:
- Бекерова циста: жућкасто елипсасто ткиво Одмор (мировање) и подизање ноге у вис је први најчешћи облик лечења. Избегавањем активности као што су чучање, клечање, подизања терета, пењање, па чак и трчање може спречити бол и смањити секреција течности.
- Аспирација течности из цисте, ако је то потребно, како бис се смањила њена величина.
- Убризгавање кортикостероида у циљу смањења упалног процеса у цисти.
- Хируршка ексцизија цисте. Ова интервенција резервисана је за цисте које изазивају велике тегобе болеснику, или након цепања (руптуре) цисте.[10]
- Криотерапија. Примена леда у терапији цисте може понекад бити добар начин контроле бола.
- Примена лекова против бола.
- Топлота. Топле облоге се често користе за ублажавање тегоба.
- Примена ортоза, даје стабилност коленом зглобу, и смањује интензитет покрета у колену што може ублажити тегобе.
- Физикална терапија. Пре свега се огледа у јачању мишића који треба да дају већу стабилност коленом зглобу (истезање и јачање квадрицепса и/или пателарних лигамента.